# Grimpada

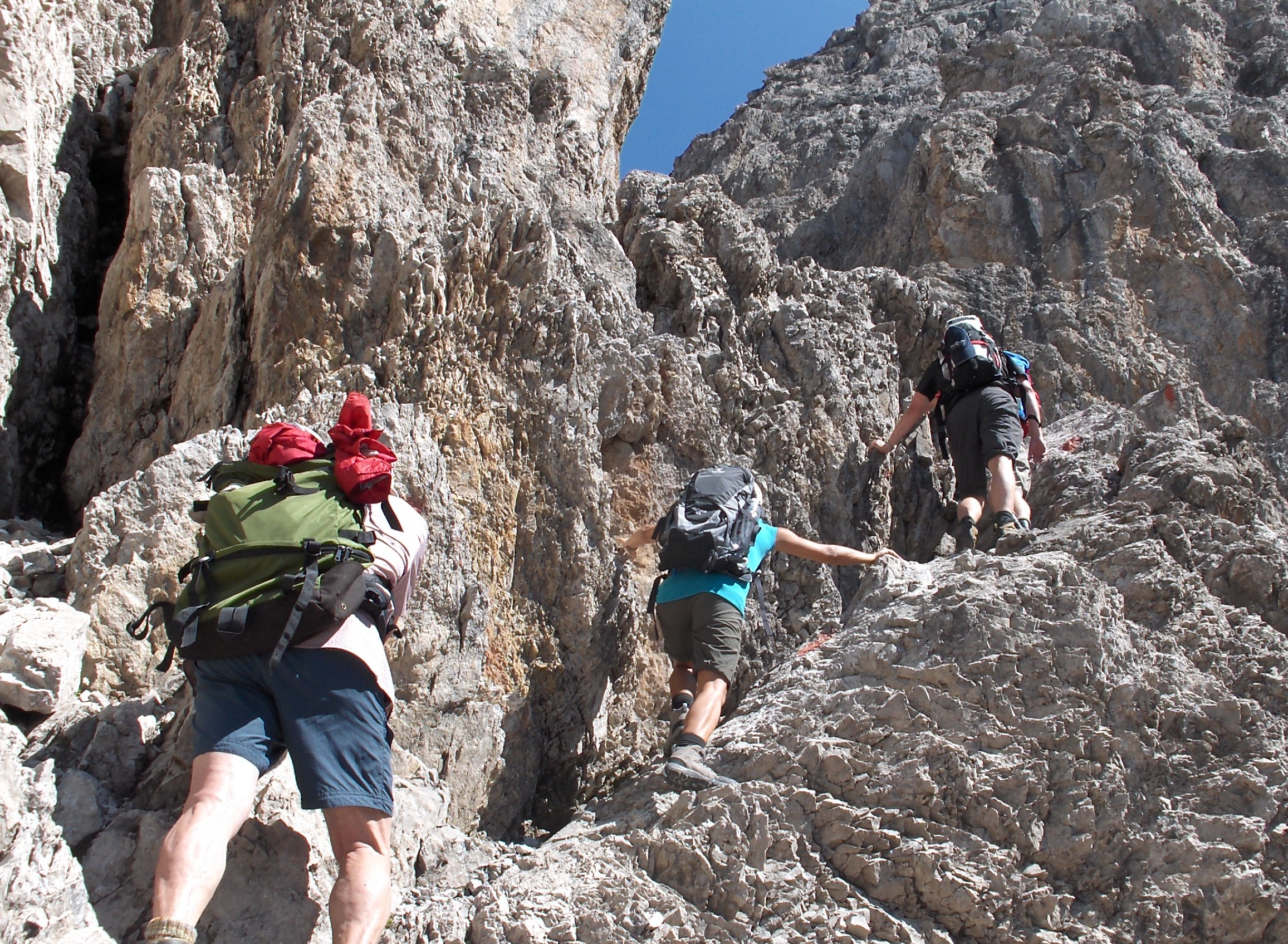
Grimpada al Dremelspitze, Tirol (Àustria)

Grimpada és l'acció de grimpar, i consisteix en un mètode d'ascendir muntanyes, parets i altres accidents orogràfics, habitualment dintre de la pràctica esportiva del muntanyisme. És un terme ambigu que està en algun lloc entre el senderisme i l'escalada. Habitualment s'entén com grimpada una ruta senzilla on cal fer servir les mans per pujar-la, quedant poc clar el límit entre grimpada i els graus més fàcils (UIAA I) d'escalada. L'acció inversa (descens ajudant-se de les mans) es coneix com a desgrimpada. Per extensió, també s'anomena grimpada a l'ascensió d'arbres.